# 紀元前692年
紀元前692年（きげんぜん692ねん）は、西暦（ローマ暦）による年。紀元前1世紀の共和政ローマ末期以降の古代ローマにおいては、ローマ建国紀元62年として知られていた。紀年法として西暦（キリスト紀元）がヨーロッパで広く普及した中世時代初期以降、この年は紀元前692年と表記されるのが一般的となった。

## 他の紀年法
- 干支 : 己丑
- 中国
  - 周 - 荘王5年
  - 魯 - 荘公2年
  - 斉 - 襄公6年
  - 晋 - 晋侯緡15年
  - 秦 - 武公6年
  - 楚 - 武王49年
  - 宋 - 荘公19年
  - 衛 - 黔牟5年
  - 陳 - 宣公元年
  - 蔡 - 哀侯3年
  - 曹 - 荘公10年
  - 鄭 - 子嬰2年
  - 燕 - 桓侯6年
- 朝鮮
  - 檀紀1642年
- ユダヤ暦 : 3069年 - 3070年

## できごと

### 中国
- 魯の公子慶父が軍を率いて余丘を攻撃した。
- 斉の襄公と魯の桓公の夫人の文姜が禚で会合した。

## 死去
- 宋の荘公